# Фабрега, Аугусто
Аугусто Фабрега Аурелио Донадо (исп. Augusto Aurelio Fábrega Donado; род. 10 сентября 1940) ― панамский государственный деятель, дипломат, врач. Чрезвычайный и полномочный посол Республики Панама в Российской Федерации.

## Биография
Аугусто Фабрега родился 10 сентября 1940 году в Покри де Агуадульсе, Панама. Работал учителем начальной школы, затем уехал в СССР на учёбу. С отличием окончил медицинский факультет Университета дружбы народов им. П. Лумумбы по специальности «лечебное дело». Работал врачом в Москве, Токио и в Панаме. В течение 20 лет работал в больнице Сантo Томас, занимал должность заведующего хирургическим и операционным отделениями. Является клиническим профессором кафедры хирургии медицинского факультета Панамского университета. В 1976 г. ― Глава Панамской Миссии помощи Гватемале в связи с землетрясением и начальник по медицинской части Панамского госпиталя в городе Прогресо, Гватемала.
В 2005―2009 гг. ― Чрезвычайный и Полномочный Посол Республики Панама в Российской Федерации, в Республике Беларусь, в Грузии, в Республике Молдова, исполняющий обязанности Консула Республики Панама в РФ и в СНГ.
В начале 2014 года благодаря его усилиям возле Панамского национального университета был установлен памятник А. С. Пушкина.
Занимался переводами с испанского на русский и с русского на испанский. Писал стихи, является автором ряда поэтических сборников, в том числе изданных и на русском языке. Также является автором 37 научных работ на различную тематику. Член Совета попечителей Международной Федерации русскоязычных писателей и официальный представитель МФРП в Республике Панама.
В 2007 году был удостоен медали Пушкина от президента России В. В. Путина.
Женат, имеет двоих детей и пятерых внуков.

## Награды
- Медаль Пушкина (31 октября 2007 года, Россия) — за большой вклад в распространение, изучение русского языка, сохранение культурного наследия, сближение и взаимообогащение культур наций и народностей[5].